# Raija
Raija är en bokserie om 40 böcker skrivna av den norska författaren Bente Pedersen. Första boken kom ut 1986. Böckerna handlar om den finska flickan Raija, och hur hon blir bortskickad från sitt hem till Finnmarken, för att undkomma svältdöd.

## Böckerna
1. Främmande fågel (1986)
2. Brustna vingar (1986)
3. Huldreplatsen (1987)
4. Fogdens brud (1987)
5. Huset vid havet (1987)
6. Frihetens bojor (1987)
7. Skeppet från öst (1987)
8. Trollkvinna (1987)
9. Rotlös (1988)
10. Tidevarv (1989)
11. Under främmande himmel (1989)
12. Vildrosor (1989)
13. Fadersarvet (1989)
14. I skuggan av Raija (1990)
15. 'Blodspår över vidderna (1990)
16. Farliga flammor (1990)
17. Vingklippt (1990)
18. Dödens sändebud (1990)
19. Ödesnatten (1990)
20. Frostnätter (1991)
21. I sorgens skuggor (1991)
22. Mannen med masken (1991)
23. Guldfågeln (1991)
24. I främmande fotspår (1991)
25. Myteriet (1992)
26. Fredlös (1992)
27. Tsarinnan (1992)
28. Schamanens dotter (1992)
29. Vägen hem (1993)
30. I nöd och lust (1993)
31. Annan mans kvinna (1993)
32. Sommarlandets skuggor (1993)
33. Drömsyner (1993)
34. I västerled (1993)
35. Himmelsbarnet (1993)
36. Genom tårar (1994)
37. Redarens son (1994)
38. Flyttfågeln (1994)
39. Det gula ljuset (1994)
40. Fågelns flykt (1994)